# Partido Tapalqué
Tapalqué (hiszp. Partido de Tapalqué) – jedno z 135 partidos, znajduje się w centralnej części prowincji Buenos Aires. Siedzibą administracyjną jest Tapalqué. Partido ma powierzchnię 4172 km²,  w 2010 r. zamieszkiwało w nim 9,2 tys. mieszkańców (4 536 mężczyzn i 4 642 kobiety).

## Demografia
Zmiana liczby ludności w latach 1869 – 2010 na podstawie kolejnych spisów ludności.